# Internazionali di Francia 1939
Gli Internazionali di Francia 1939 (conosciuti oggi come Open di Francia o Roland Garros) sono stati la 44ª edizione degli Internazionali di Francia di tennis. Si sono svolti sui campi in terra rossa dello Stade Roland Garros di Parigi in Francia.
Il singolare maschile è stato vinto da Don McNeill, che si è imposto su Bobby Riggs in tre set col punteggio di 7–5, 6–0, 6–3. Il singolare femminile è stato vinto da Simonne Mathieu, che ha battuto in tre set Jadwiga Jędrzejowska. Nel doppio maschile si sono imposti Don McNeill e Charles Harris. Nel doppio femminile hanno trionfato Simonne Mathieu e Jadwiga Jędrzejowska. Nel doppio misto la vittoria è andata a Sarah Palfrey Fabyan in coppia con Elwood Cooke.

## Seniors

### Singolare maschile
Don McNeill ha battuto in finale  Bobby Riggs con il punteggio di 7–5, 6–0, 6–3.

### Singolare femminile
Simonne Mathieu ha battuto in finale  Jadwiga Jędrzejowska con il punteggio di 6–3, 8–6.

### Doppio maschile
Don McNeill /  Charles Harris hanno battuto in finale  Jean Borotra /  Jacques Brugnon con il punteggio di 4–6, 6–4, 6–0, 2–6, 10–8.

### Doppio Femminile
Simonne Mathieu /  Jadwiga Jędrzejowska hanno battuto in finale  Alice Florian /  Hella Kovac con il punteggio di 7–5, 7–5.

### Doppio Misto
Sarah Palfrey Fabyan /  Elwood Cooke hanno battuto in finale  Simone Passemard Mathieu /  Franjo Kukuljevic con il punteggio di 4–6, 6–1, 7–5.